# Gran Premio de Bélgica de Motociclismo de 1984
El Gran Premio de Bélgica de Motociclismo de 1984 fue la novena prueba de la temporada 1984 del Campeonato Mundial de Motociclismo. El Gran Premio se disputó el 8 de julio de 1984 en el Circuito de Spa.

## Resultados 500cc
En 500 cc., Freddie Spencer dominó con claridad, mientras que Eddie Lawson se limitó a conservar y acabar cuarto sin entrar nunca en la 
batalla que libraron los aspirantes al podio. Randy Mamola y el francés Raymond Roche completaron el podio.
| Pos.     | Piloto              | Moto             | Tiempo    | Pts. |
| -------- | ------------------- | ---------------- | --------- | ---- |
| 1        | Freddie Spencer     | Honda            | 51:33.170 | 15   |
| 2        | Randy Mamola        | Honda            | +5.710    | 12   |
| 3        | Raymond Roche       | Honda            | +6.760    | 10   |
| 4        | Eddie Lawson        | Yamaha           | +20.250   | 8    |
| 5        | Ron Haslam          | Honda            | +29.790   | 6    |
| 6        | Tadahiko Taira      | Yamaha           | +58.610   | 5    |
| 7        | Wayne Gardner       | Honda            | +1:20.380 | 4    |
| 8        | Sergio Pellandini   | Suzuki           | +1:22.170 | 3    |
| 9        | Barry Sheene        | Suzuki           | +1:40.330 | 2    |
| 10       | Gustav Reiner       | Suzuki           | +1:59.640 | 1    |
| 11       | Walter Migliorati   | Suzuki           | +2:01.440 |      |
| 12       | Franck Gross        | Honda            | +2:09.400 |      |
| 13       | Wolfgang von Muralt | Suzuki           | +2:10.600 |      |
| 14       | Dave Petersen       | Honda            | +2:19.100 |      |
| 15       | Lorenzo Ghiselli    | Suzuki           | +2:29.030 |      |
| 16       | Steve Parrish       | Yamaha           | +2:33.600 |      |
| 17       | Eero Hyvärinen      | Suzuki           | +2:36.260 |      |
| 18       | Fabio Biliotti      | Honda            | +1 Vuelta |      |
| 19       | Mark Salle          | Suzuki           | +1 Vuelta |      |
| 20       | Klaus Klein         | Suzuki           | +1 Vuelta |      |
| 21       | Børge Nielsen       | Suzuki           | +1 Vuelta |      |
| 22       | Brett Hudson        | Suzuki           | +1 Vuelta |      |
| Ret      | Hervé Moineau       | Cagiva           | Ret       |      |
| Ret      | Marco Gentile       | Yamaha           | Ret       |      |
| Ret      | Reinhold Roth       | Honda            | Ret       |      |
| Ret      | Louis-Luc Maisto    | Honda            | Ret       |      |
| Ret      | Leandro Becheroni   | Suzuki           | Ret       |      |
| Ret      | Virginio Ferrari    | Yamaha           | Ret       |      |
| Ret      | Didier de Radiguès  | Chevallier-Honda | Ret       |      |
| Ret      | Keith Huewen        | Honda            | Ret       |      |
| Ret      | Massimo Broccoli    | Honda            | Ret       |      |
| Ret      | Attilio Riondato    | Suzuki           | Ret       |      |
| Ret      | Paul Lewis          | Suzuki           | Ret       |      |
| Ret      | Rob Punt            | Suzuki           | Ret       |      |
| Ret      | Henk van der Mark   | Honda            | Ret       |      |
| Ret      | Boet van Dulmen     | Suzuki           | Ret       |      |
| Ret      | Christian Le Liard  | Chevallier-Honda | Ret       |      |
| Sources: |                     |                  |           |      |

## Resultados 250cc
Carrera animada en 250cc donde hubo constantes cambios por le ldierato. Al final, la victoria fue para el alemán Manfred Herweh, mientras que el español Sito Pons y el vigente líder de la clasificación general Christian Sarron fueron segundo y tercero respectivamente.
| Pos. | Piloto                 | Moto              | Tiempo    | Pts. |
| ---- | ---------------------- | ----------------- | --------- | ---- |
| 1    | Manfred Herweh         | Real-Rotax        | 43:16.450 | 15   |
| 2    | Sito Pons              | Kobas-Rotax       | +0.480    | 12   |
| 3    | Christian Sarron       | Yamaha            | +2.180    | 10   |
| 4    | Ivan Palazzese         | Yamaha            | +2.950    | 8    |
| 5    | Guy Bertin             | MBA               | +12.300   | 6    |
| 6    | Thierry Espié          | Chevallier-Yamaha | +16.060   | 5    |
| 7    | Anton Mang             | Yamaha            | +19.890   | 4    |
| 8    | Jean-Michel Mattioli   | Chevallier-Yamaha | +30.900   | 3    |
| 9    | Jacques Bolle          | Pernod            | +33.130   | 2    |
| 10   | Thierry Rapicault      | Yamaha            | +41.220   | 1    |
| 11   | Carlos Cardús          | Kobas-Rotax       |           |      |
| 12   | August Auinger         | Monnet            |           |      |
| 13   | Jacques Cornu          | Yamaha            |           |      |
| 14   | Harald Eckl            | Yamaha            |           |      |
| 15   | Siegfried Minich       | Yamaha            |           |      |
| 16   | Martin Wimmer          | Yamaha            |           |      |
| 17   | Stéphane Mertens       | Yamaha            |           |      |
| 18   | Jean-François Baldé    | Pernod            |           |      |
| 19   | Patrick Fernandez      | Yamaha            |           |      |
| 20   | Karl-Thomas Grässel    | Yamaha            |           |      |
| 21   | Mario Rademeyer        | Yamaha            |           |      |
| 22   | Niel Robinson          | Yamaha            |           |      |
| 23   | Alan Carter            | Yamaha            |           |      |
| 24   | René Delaby            | Yamaha            |           |      |
| 25   | Michel Siméon          | Honda             |           |      |
| Ret  | Carlos Lavado          | Yamaha            | Ret       |      |
| Ret  | Eric de Doncker        | Yamaha            | Ret       |      |
| Ret  | Bruno Lüscher          | Yamaha            | Ret       |      |
| Ret  | Teruo Fukuda           | Yamaha            | Ret       |      |
| Ret  | Richard Hubin          | Yamaha            | Ret       |      |
| Ret  | Tony Rogers            | Armstrong         | Ret       |      |
| Ret  | Wayne Rainey           | Yamaha            | Ret       |      |
| Ret  | Peter Looijesteijn     | Rotax             | Ret       |      |
| Ret  | Roland Freymond        | Yamaha            | Ret       |      |
| Ret  | Mar Schouten           | Yamaha            | Ret       |      |
| Ret  | Donnie McLeod          | Yamaha            | Ret       |      |
| DNQ  | Jean-Louis Guignabodet | Yamaha            | DNQ       |      |
| DNQ  | Fausto Ricci           | Yamaha            | DNQ       |      |
| DNQ  | Jean-Marc Toffolo      | Yamaha            | DNQ       |      |
| DNQ  | Tony Head              | Rotax             | DNQ       |      |
| DNQ  | Lucio Pietroniro       | Yamaha            | DNQ       |      |
| DNQ  | Donnie Robinson        | Yamaha            | DNQ       |      |
| DNQ  | Bernard Denis          | Yamaha            | DNQ       |      |
| DNQ  | Keith Huewen           | Yamaha            | DNQ       |      |

## Resultados 80cc
Cuarta victoria de la temporada para el suizo Stefan Dörflinger que llegó por delante del español Jorge Martínez Aspar y el holandés Hans Spaan. A falta de un Gran Premio para acabar la temporada, Dorflinger tiene a su alcance el título mundial ya que aventaja en 11 puntos al segundo clasificado en la general, el alemán Hubert Abold, que en esta carrera fue sexto.
| Pos. | Piloto               | Moto       | Tiempo    | Pts. |
| ---- | -------------------- | ---------- | --------- | ---- |
| 1    | Stefan Dörflinger    | Zündapp    | 39:12.680 | 15   |
| 2    | Jorge Martínez Aspar | Derbi      | +19.800   | 12   |
| 3    | Hans Spaan           | HuVo-Casal | +36.530   | 10   |
| 4    | Pier Paolo Bianchi   | HuVo-Casal | +41.570   | 8    |
| 5    | Willem Heykoop       | HuVo-Casal | +1:13.660 | 6    |
| 6    | Hubert Abold         | Zündapp    | +1:13.920 | 5    |
| 7    | Gerhard Waibel       | Real       | +1:21.350 | 4    |
| 8    | Serge Julin          | Casal      | +1:21.610 | 3    |
| 9    | Hans Müller          | Sachs      | +1:27.870 | 2    |
| 10   | Theo Timmer          | HuVo-Casal | +1:34.450 | 1    |
| 11   | Zdravko Matulja      | Ziegler    |           |      |
| 12   | Bertus Grinwis       | Casal      |           |      |
| 13   | Jos van Dongen       | Sachs      |           |      |
| 14   | Otto Machinek        | Kreidler   |           |      |
| 15   | Hans Koopman         | Kreidler   |           |      |
| 16   | Johann Auer          | Eberhardt  |           |      |
| 17   | Chris Baert          | Eberhardt  | +1 giro   |      |
| 18   | Bernd Rossbach       | Casal      |           |      |
| 19   | Günter Schirnhofer   | Honda      |           |      |
| 20   | Georges Fisette      | Casal      |           |      |
| Ret  | George Looijesteijn  | Casal      | Ret       |      |
| Ret  | Reiner Koster        | Casal      | Ret       |      |
| Ret  | Rainer Kunz          | FKN        | Ret       |      |
| Ret  | Paul Rimmelzwaan     | Harmsen    | Ret       |      |
| Ret  | Hans Stevens         | Casal      | Ret       |      |